# Округ Тејлор (Висконсин)
Округ Тејлор (енгл. Taylor County) је округ у америчкој савезној држави Висконсин.

## Демографија
По попису из 2010. године број становника је 20.689, што је 1.009 (5,1%) становника више него 2000. године.
| Група             | 2000.          | 2010.          |
| Белци             | 19.342 (98,3%) | 20.110 (97,2%) |
| Афроамериканци    | 17 (0,1%)      | 58 (0,3%)      |
| Азијати           | 46 (0,2%)      | 56 (0,3%)      |
| Хиспаноамериканци | 127 (0,6%)     | 316 (1,5%)     |
| Укупно            | 19.680         | 20.689         |